# Dây điện

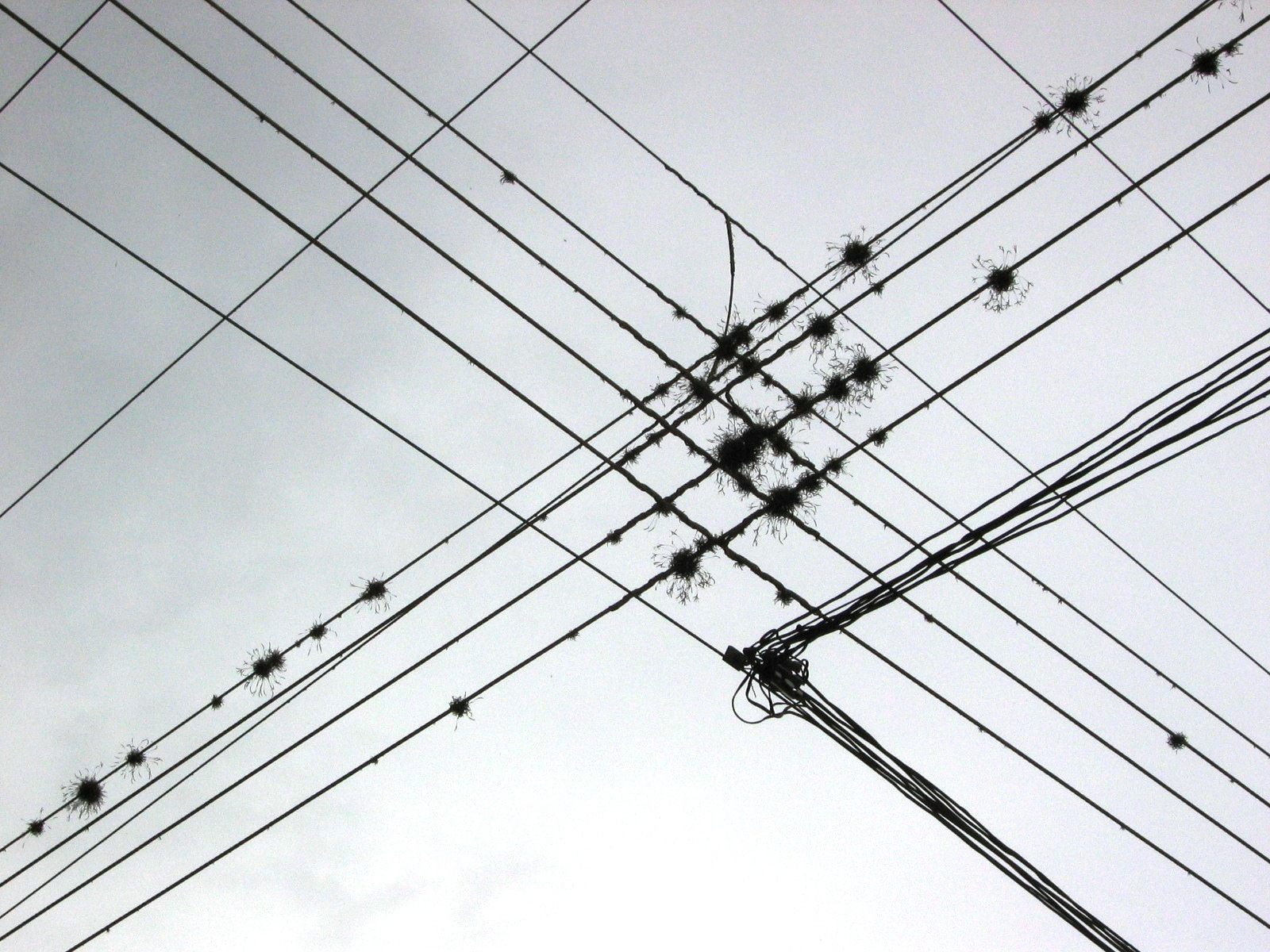
Hình ảnh dây điện

Dây điện là loại dây kim loại thường có hình trụ dùng để truyền tải điện lực hoặc tín hiệu viễn thông. Nó được sản xuất bằng cách kéo kim loại thông qua một khuôn lỗ (die hoặc draw plate). Kích thước tiêu chuẩn của tiết diện dây được xác định bằng thiết bị đo chuẩn wire gauge. Đôi khi dây điện được hiểu là chùm hay bó các sợi dây, mà đúng hơn phải gọi là cáp điện (trong cơ khí hoặc điện lực).
Thông thường ở dạng hình trụ, nhưng dây điện cũng có thể có hình vuông, hình lục giác, hình chữ nhật bẹt hoặc dạng khác, có thể là để trang trí hoặc để mục đích kỹ thuật như trong việc tạo các cuộn dây hiệu suất cao cho loa. Cuộn dây lò xo đếm số, như đồ chơi Slinky, thường được làm từ dây bẹt đặc biệt Slinky.

## Lịch sử
Trong thời cổ đại, đồ trang sức thường sử dụng nhiều dây dạng chuỗi và trang trí được làm một cách tỉ mỉ và phải đáp ứng tiêu chuẩn cao về chất lượng, đòi hỏi phải sử dụng các phương pháp sản xuất hiệu quả, thậm chí cả kỹ thuật tiên tiến. Đôi khi, các dải kim loại được cắt từ tấm kim loại rồi biến chúng thành dây bằng cách kéo qua các lỗ trên viên đá. Điều này làm cho các dải tự gập lại để tạo thành các ống mỏng. Kỹ thuật kéo dải này đã được sử dụng ở Ai Cập từ thời đại của Vương triều thứ 2 (khoảng năm k. 2890 – k. 2686 BCE). Từ khoảng giữa thế kỷ thứ 2 trước Công nguyên, hầu hết dây vàng trong trang sức có đặc điểm là có các đường nối theo hình xoắn dọc theo dây. Các dải bị xoắn này có thể được biến thành các dây tròn bằng cách cuốn chúng giữa các bề mặt phẳng hoặc bằng phương pháp kéo dây từ dải kim loại. Phương pháp sản xuất dây bằng cách xoắn dải đã bị thay thế bằng phương pháp vẽ dây trong thế giới cổ đại Cổ đại vào khoảng thế kỷ thứ 8 đến thế kỷ thứ 10 sau Công nguyên. Có một số bằng chứng cho việc sử dụng phương pháp kéo dây ở phía Đông trước giai đoạn này.
Dây có hình dạng vuông hoặc lục giác có thể được tạo ra thông qua kỹ thuật quấn dây. Trong phương pháp này, một cái thanh kim loại được đập giữa các khối kim loại có rãnh hoặc giữa một cái đục có rãnh và một mặt kim loại có rãnh. Kỹ thuật này có niên đại rất cổ xưa, có thể bắt đầu từ thế kỷ thứ 2 trước Công nguyên ở Ai Cập và trong thời kỳ đồ đồng và đồ sắt ở châu Âu, được sử dụng để tạo ra các vòng xoắn và sợi dây. Dây xoắn với tiết diện vuông thường là một trang sức bằng chạm khắc rất phổ biến trong đồ trang sức của người Etruscan thời kỳ đầu.

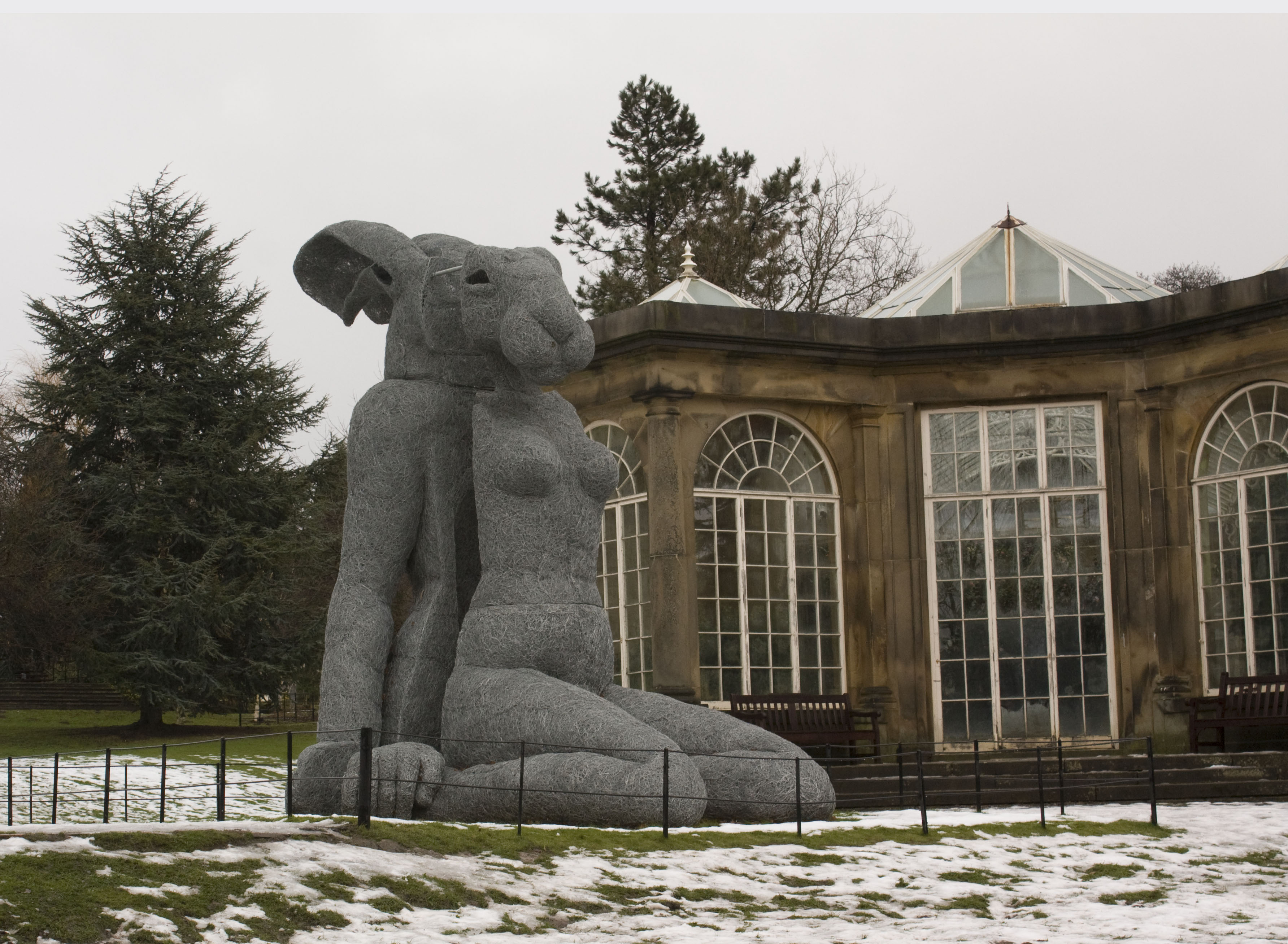
Sophie Ryder's galvanised wire sculpture Sitting at the Yorkshire Sculpture Park

Vào khoảng giữa thiên niên kỷ thứ 2 TCN, loại ống trang trí mới được giới thiệu, bắt chước một dãy hạt. Dây trang sức bọc hạt, được tạo ra bằng cách biến dạng cơ học dây tiết diện tròn, xuất hiện ở Đông Địa Trung Hải và Ý vào thế kỷ thứ 7 TCN, có thể do người Phoenicia truyền bá. Dây đính cườm tiếp tục được sử dụng trong trang sức cho đến thời hiện đại, nhưng nó dần trở nên ít được ưa chuộng vào khoảng thế kỷ thứ 10 sau Công nguyên khi hai sợi dây tròn được kéo và xoắn lại với nhau để tạo thành cái gọi là 'dây thừng', cung cấp một giải pháp đơn giản hơn. Tiền thân của dây cườm có thể là các dải và dây có khía, xuất hiện lần đầu từ khoảng năm 2000 TCN tại Anatolia.
Ở Anh, việc vẽ dây đã được thực hiện từ thời kỳ trung cổ. Dây được sử dụng để làm thẻ len và ghim ghim, các sản phẩm được cấm nhập khẩu vào năm 1463 bởi Edward IV. Nhà máy dây đầu tiên tại Vương quốc Anh được thành lập tại Tintern vào khoảng năm 1568 bởi những người sáng lập của Công ty Mineral and Battery Works, người có độc quyền về việc này. Ngoại trừ nhà máy dây thứ hai của họ tại Whitebrook gần đó, không có nhà máy dây nào khác trước nửa sau của thế kỷ thứ 17. Mặc dù có sự tồn tại của nhà máy, việc kéo dây thành kích thước mỏng vẫn tiếp tục được thực hiện thủ công.
Theo mô tả đầu thế kỷ 20, dây thường được vẽ thành hình trụ, nhưng có thể tạo thành bất kỳ hình dạng nào bằng cách điều chỉnh các lỗ trên tấm kéo mà nó đi qua trong quá trình sản xuất. Tấm kéo hoặc khuôn có thể làm bằng gang cứng hoặc thép cứng, hoặc đối với công việc tinh xảo, có thể là kim cương hoặc hồng ngọc. Sử dụng đá quý giúp cho khuôn có thể sử dụng lâu dài mà không làm thay đổi kích thước của chúng, từ đó tạo ra dây với đường kính chính xác. Khuôn kim cương cần phải được khoan lại khi chúng đã mất đường kính lỗ ban đầu, trong khi khuôn kim loại có thể được điều chỉnh kích thước bằng cách đóng búa vào lỗ và sau đó đẩy nó ra để điều chỉnh đường kính bằng một cú đấm

## Sản xuất

Khái niệm về vẽ dây

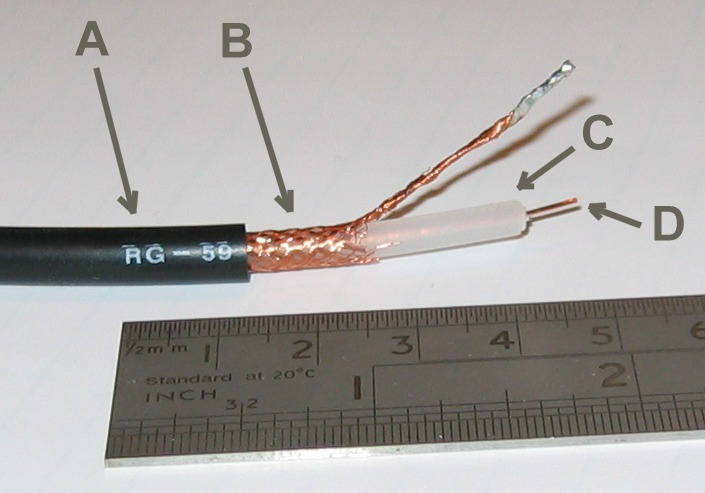
Cáp truyền hình, ví dụ về dây có vỏ và cách điện

Dây thường được làm mỏng và tùy chỉnh đường kính bằng cách vẽ qua các khuôn ngày càng nhỏ hoặc lỗ trong các đĩa vẽ. Sau khi vẽ nhiều lần, dây có thể được nung nóng để tạo điều kiện cho vẽ thêm hoặc để cải thiện tính đàn hồi và khả năng dẫn điện, đặc biệt nếu nó là sản phẩm cuối cùng.
Dây điện thường được bọc bằng cách điện bằng nhựa, polymer giống cao su hoặc sơn. Ngày nay, việc cách điện và bọc dây và cáp thường được thực hiện thông qua máy ép. Trước đây, việc cách điện thường sử dụng vải hoặc giấy đã được xử lý và các sản phẩm dựa trên dầu. Từ giữa thập kỷ 1960, nhựa và các polymer giống cao su đã trở thành phổ biến.
Hai hoặc nhiều dây có thể được quấn xen kẽ và cách nhau bằng lớp cách điện để tạo thành cáp truyền hình. Cáp có thể được bảo vệ bằng các chất như sáp Paraffin, các hợp chất bảo quản, bitumen, chì, vỏ nhôm hoặc băng thép. Máy quấn hoặc bọc dây thường quấn vật liệu lên dây khi dây đi qua nhanh. Nếu cần nhiều sợi, các máy có thể có nhiều cuộn quấn.